# Hans Grade
Hans Grade est un pionnier de l'aviation allemand né le 17 mai 1879 à Köslin et mort le 22 octobre 1946 à Borkheide.
Le 28 octobre 1908, il réalise avec succès le premier vol motorisé au-dessus du sol allemand à bord d'un triplan de sa fabrication.

## Honneur
L'astéroïde (201308) Hansgrade est nommé en son honneur.